# Kaplířova (Plzeň)
Kaplířova je ulice na Jižním Předměstí v plzeňském městském obvodě Plzeň 3. Spojuje Klatovskou třídu s oblastí skladů a sportovišť u lávky nad silnicí I/27. Ze severu do ní vstupuje ulice U Borských kasáren a Boettingerova, z jihu se na ni napojuje ulice Dobřanská. Pojmenována je po Kašparu Kaplíři ze Sulevic, vůdci českého povstání proti Habsburkům a následně popraveného 21. června 1621 na Staroměstském náměstí v Praze. Veřejnou dopravou je ulice obsluhována v úseku mezi Dobřanskou ulicí a Klatovskou třídou. V ulici je situována autobusová zastávka regionální dopravy Plzeň, Bory.
Po roce 1989 byl vzhled ulice významně změněn zbouráním kasáren, které ji lemovaly (1. spojovacího pluku na jižní straně a 11. tankového pluku na severní straně).
Začátkem léta 2018 magistrát města Plzně rozhodl o prodloužení tramvajové trati z Bor na Borská pole. V této ulici vznikl přestupní terminál a tramvajové obratiště, jež nahradilo stávající točnu na rohu Borského parku. Společně s prodloužením tratě, vedoucí středovým pásem ulice, a vznikem nového přepravního uzlu bylo zřízeno záchytné placené parkoviště P+R (Park and Ride) pro 318 vozidel, u nějž bylo vysazeno 130 okrasných stromů na celkové ploše 4200 m2.
Trať vedoucí k Západočeské univerzitě byla slavnostně otevřena 16. prosince 2019.
V polovině června 2023 by měl[potřebuje aktualizovat] být zprovozněn objekt u tramvajové točny se zázemím pro pracovníky Plzeňských městských dopravních podniků, kavárnou, veřejnými toaletami a komerčními prostory.

## Firmy a instituce
- Úřad práce České republiky[6]
- krajské ředitelství Hasičského záchranného sboru
- kavárna